# Dedo de Deus
Dedo de Deus är ett berg i Brasilien.   Det ligger i kommunen Magé och delstaten Rio de Janeiro, i den sydöstra delen av landet, 900 km sydost om huvudstaden Brasília. Toppen på Dedo de Deus är 1 776 meter över havet, eller 62 meter över den omgivande terrängen. Bredden vid basen är 0,32 km.
Terrängen runt Dedo de Deus är bergig åt nordväst, men åt sydost är den kuperad. Runt Dedo de Deus är det ganska tätbefolkat, med 120 invånare per kvadratkilometer.. Närmaste större samhälle är Petrópolis, 13,0 km väster om Dedo de Deus.
I omgivningarna runt Dedo de Deus växer i huvudsak städsegrön lövskog.